# David Gilmour

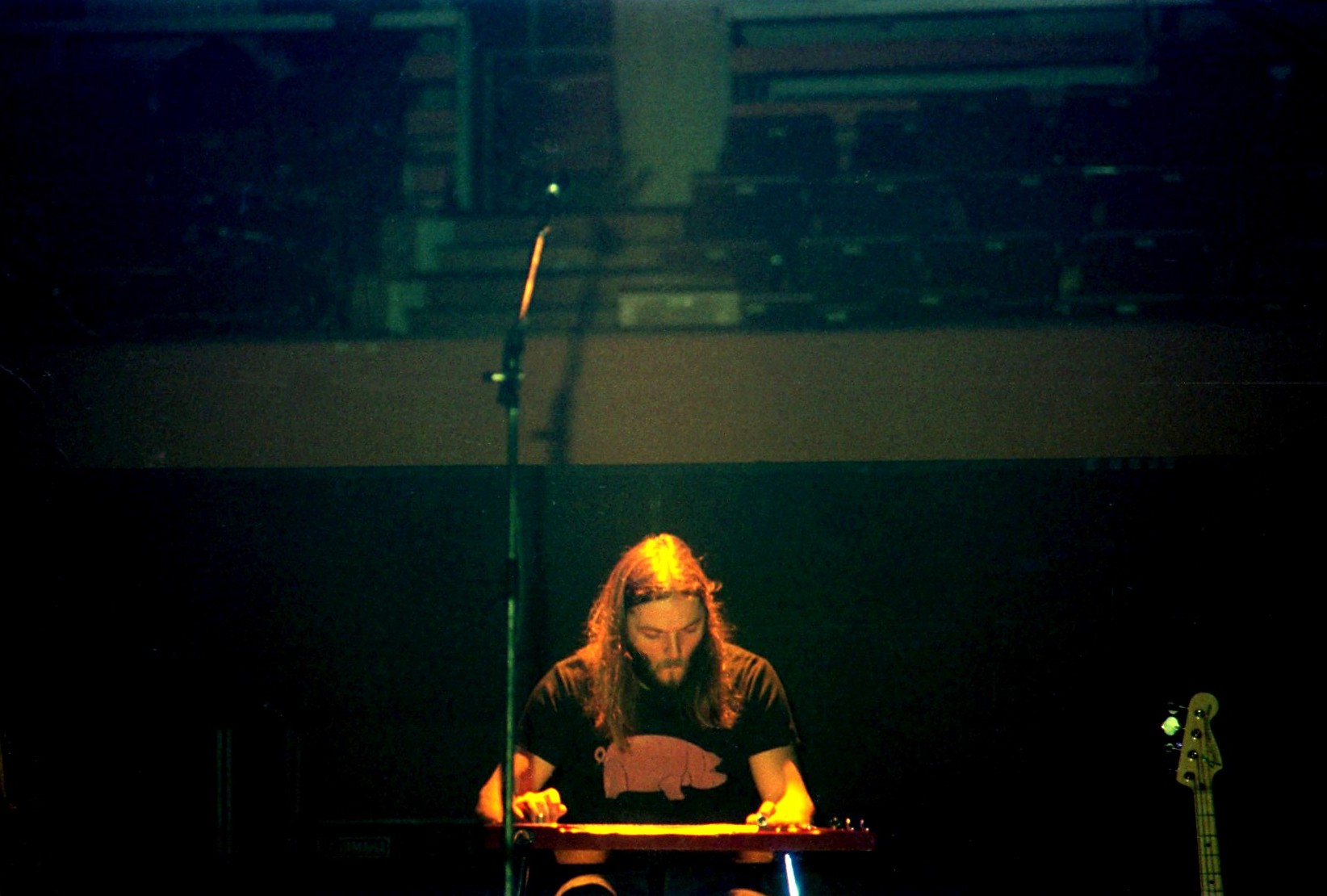
David Gilmour hrající na lap steel kytaru na koncertě Pink Floyd v roce 1977

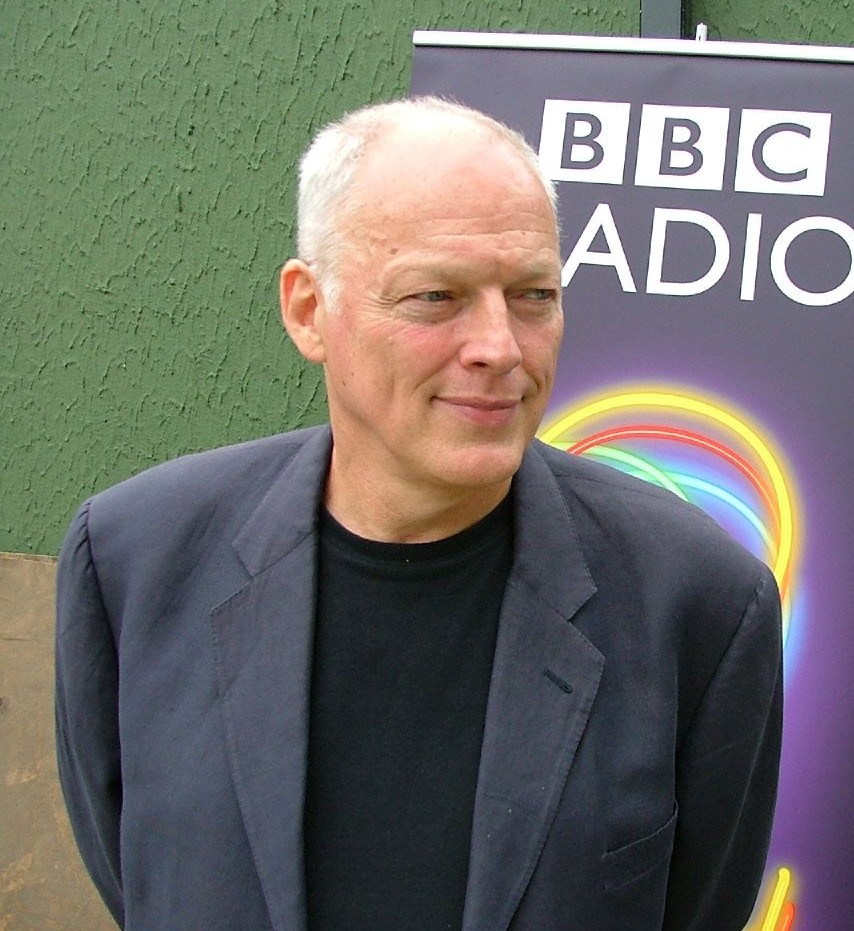
David Gilmour na Live 8 v červenci 2005

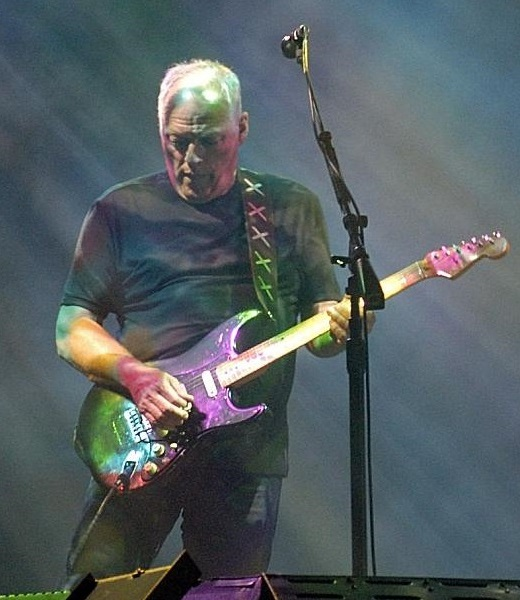
David Gilmour na koncertě v červenci 2006

David Jon Gilmour, CBE (* 6. března 1946 Cambridge, Anglie) je britský hudebník známý především jako kytarista, zpěvák a jeden z hlavních skladatelů skupiny Pink Floyd. Mimo Pink Floyd působí také jako hudební producent a vydal několik sólových alb. Gilmour je rovněž aktivně zapojen do několika charitativních organizací. V roce 2003 mu byl za zásluhy v hudbě a filantropii udělen Řád britského impéria v hodnosti Commander (označení CBE). Roku 2008 obdržel cenu Q Award za významné zásluhy.

## Biografie

### Mládí a počátek hudební kariéry (do roku 1968)
David Gilmour se narodil v Cambridgi Douglasovi a Sylvii Gilmourovým jako jejich druhé dítě. Navštěvoval The Perse School v Cambridgi, kde potkal pozdějšího kytaristu a zpěváka Pink Floyd Syda Barretta, který chodil na Cambridgeshire High School for Boys ve stejné ulici. S Barrettem trávili přestávky na oběd společným hraním na kytaru. V roce 1963 vstoupil Gilmour do skupiny Joker's Wild, ve které hrál do roku 1966, kdy s několika přáteli odjel do Francie a Španělska. Tam nepříliš úspěšně hráli; to, co vydělali, utratili za živobytí. Proto se v roce 1967 vrátili zpět do Británie (pomocí dodávky ukradené na stavbě ve Francii).

### Pink Floyd (od 1968)
V prosinci 1967 oslovil Davida Gilmoura bubeník Pink Floyd Nick Mason s nabídkou, jestli by se nechtěl stát členem skupiny. Důvodem byl špatný psychický stav dosavadního frontmana, kytaristy, zpěváka a hlavního skladatele Syda Barretta, který byl patrně zapříčiněn drogami (LSD). Gilmour do kapely vstoupil v lednu 1968, skupina odehrála celkem pět koncertů v pětičlenném obsazení (s Barrettem i Gilmourem). Vzhledem k tomu, že Barrett již nebyl schopen dalších živých vystoupení, byl definitivně nahrazen Gilmourem. Ten po něm převzal sólovou kytaru a částečně i zpěv, který se rozdělil i mezi baskytaristu Rogera Waterse a klávesistu Ricka Wrighta. David Gilmour se zapojil do nahrávání alba A Saucerful of Secrets, na kterém se ale téměř autorsky nepodílel. Další vydané desky již obsahovaly i Gilmourovy skladby, což vyvrcholilo alby The Dark Side of the Moon (1973) a Wish You Were Here (1975), na kterých autorsky spolupracovala celá kapela. Další dvě desky Pink Floyd (Animals a The Wall) již byly téměř výhradně dílem Rogera Waterse, deska The Final Cut z roku 1983 již byla de facto Watersovým sólovým albem. Během nahrávání The Wall byl vyhozen z kapely Rick Wright a vztahy mezi Gilmourem a Watersem se velmi zhoršily.
Zatímco Watersova prohlášení z roku 1985 berou Pink Floyd jako ukončenou minulost (dle jeho mínění se Pink Floyd již rozpadli), o rok později Gilmour s Nickem Masonem vydali tiskovou zprávu o Watersově odchodu ze skupiny s tím, že chtějí pokračovat bez něho. Lídrem dvojčlenné kapely se stal David Gilmour a v roce 1987 Pink Floyd nahráli s pomocí najatých studiových hudebníků (včetně klávesisty Ricka Wrighta) nové album A Momentary Lapse of Reason. Wright se stal řádným členem skupiny v roce 1988 během světového turné Pink Floyd. Následující album kapely, The Division Bell, bylo vydáno v roce 1994. Množství nepoužitého materiálu pro tuto desku vytvořilo základ pro album The Endless River (2014), jež vzniklo spoluprací Gilmoura, Masona a dalších hudebníků, včetně využití nahrávek Ricka Wrighta, který zemřel v roce 2008.
V roce 1986 koupil Gilmour hausbót Astoria, který přestavěl na nahrávací studio. Právě zde vznikla tři poslední alba Pink Floyd, stejně jako Gilmourovo studiové album On an Island.
V roce 1996 byl Gilmour jakožto člen Pink Floyd uveden do Rock and Roll Hall of Fame.
Dne 2. července 2005 se v rámci série koncertů Live 8 uskutečnilo vystoupení Pink Floyd společně s Rogerem Watersem, první takový koncert po 24 letech. Tato akce způsobila dočasný „raketový“ vzestup prodeje kompilace Echoes: The Best of Pink Floyd o 1343%. Tento mimořádný výdělek slíbil Gilmour věnovat na charitativní účely. Po koncertě na Live 8 dostali Pink Floyd nabídku na turné po USA za 150 milionů liber, kapela ale nabídku odmítla. 3. února 2006 řekl Gilmour italským novinám La Repubblica, že s největší pravděpodobností žádné další turné či nová deska Pink Floyd nevznikne. Od vystoupení na Live 8 v roce 2005 David Gilmour opakovaně prohlašoval, že žádný další „reunion“ Pink Floyd již nebude.
Gilmour společně s Nickem Masonem a Rickem Wrightem vystoupil 10. května 2007 na koncertě k uctění památky Syda Barretta, který zemřel v červenci 2006. S Rogerem Watersem, kterého pozval, si zahrál 10. července 2010 na malém charitativním vystoupení pro nadaci Hoping Foundation. Na oplátku mu slíbil, že zahraje na kytaru a zazpívá v „Comfortably Numb“ na jednom koncertě Watersova chystaného turné The Wall Live, k čemuž došlo 12. května 2011 v Londýně.
V dubnu 2022 Gilmour s Nickem Masonem jednorázově obnovili skupinu Pink Floyd, pod jejíž hlavičkou nahráli a vydali singl „Hey, Hey, Rise Up!“ jakožto protest proti ruské invazi na Ukrajinu.

### Sólová kariéra (od 1978)
Po vydání Animals v roce 1977 se Gilmour rozhodl nahrát a vydat vlastní sólové album, neboť nebyl spokojen s množstvím svých příspěvků pro toto album Pink Floyd. Sólová deska, která vyšla v roce 1978 pod prostým názvem David Gilmour, ukazuje Gilmourův kytarový styl stejně jako schopnost napsat hudební skladby. Během dokončování tohoto alba vznikla i melodie, která byla později použita pro skladbu „Comfortably Numb“ z alba The Wall.
Gilmour se po nahrávání desky The Final Cut rozhodl vydat své druhé album. To bylo vydáno v roce 1984 jako About Face. Pořádané stejnojmenné turné (první Gilmourovo sólové turné) bylo ovlivněno nepříliš velkým zájmem diváků, stejná situace nastala u Watersových koncertů k albu The Pros and Cons of Hitch Hiking, které byly pořádány ve stejné době.
V letech 2001 a 2002 uspořádal Gilmour několik poloakustických koncertů v Londýně a Paříži, na které si pozval sbor a menší doprovodnou kapelu. Videozáznam z této akce vyšel pod názvem David Gilmour in Concert.
V roce 2003 jej časopis Rolling Stone zahrnul do seznamu 100 nejlepších kytaristů všech dob.
Ke svým 60. narozeninám vydal Gilmour 6. března 2006 své třetí sólové album On an Island. Mezi hudebníky, kteří pomohli s nahráváním této desky, jsou například David Crosby, Graham Nash, Rick Wright, Phil Manzanera nebo Bob Klose. Od 10. března do 31. května 2006 se konalo stejnojmenné turné (včetně deseti koncertů v USA a Kanadě). Další vystoupení byla odehrána v červenci a srpnu 2006. Videonahrávka z tohoto turné vyšla 17. září 2007 s názvem Remember That Night na DVD, později i na BD, zaznamenaný koncert se konal v londýnské Royal Albert Hall.
Poslední koncert z turné On an Island se uskutečnil 24. srpna 2006 v gdaňských loděnicích k 26. výročí vzniku hnutí Solidarita. Zúčastnilo se jej asi 50 000 diváků a jako host se představil 40členný polský orchestr Baltic Philharmonic Orchestra. Toto vystoupení bylo zvukově i obrazově zaznamenáno a v září 2008 vydáno na CD a DVD jako Live in Gdańsk.
V prosinci 2006 vydal David Gilmour vlastní živou verzi prvního singlu Pink Floyd, písně „Arnold Layne“, jakožto poctu Sydu Barrettovi, který zemřel v červenci 2006.
V září 2015 vydal své čtvrté sólové album nazvané Rattle That Lock. Při této příležitosti proběhlo v letech 2015–2016 stejnojmenné turné, z něhož v roce 2017 vyšel záznam s názvem Live at Pompeii.
Roku 2020 vydal singl „Yes, I Have Ghosts“, který napsal jako doprovodné dílo k románu své manželky Polly Samson A Theatre for Dreamers. V písni zpívá a hraje na harfu také jejich dcera Romany Gilmour. O rok později vyšla v podobě přílohy románu tato skladba i na CD, kde byla doplněna dalšími třemi krátkými instrumentálkami („Tell The Truth“, „Astral Dust“, „Kokineli“), které se rovněž vztahují k tomuto literárnímu dílu.
V září 2024 vydal své páté studiové album Luck and Strange, na které navázal koncertním turné probíhajícím od září do listopadu 2024.

### Další projekty

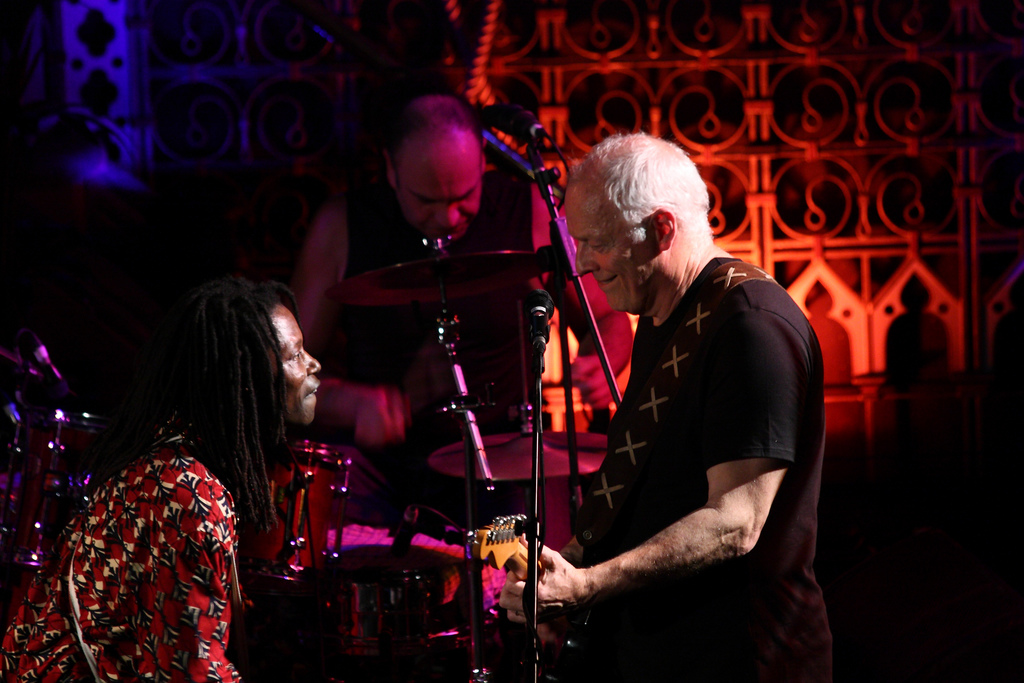
Boubacar Dembele a Gilmour hrají na koncertě Crisis Hidden Gig (2009)

Kromě Pink Floyd spolupracoval David Gilmour s mnoha dalšími muzikanty jako producent, studiový hudebník či jako zvukový inženýr na koncertech. Hrál a pracoval např. se Sydem Barrettem, Kate Bushovou, Grace Jonesovou, Tomem Jonesem, Eltonem Johnem, B. B. Kingem, Paulem McCartneym, Sealem, Sam Brownovou, Joolsem Hollandem, Bobem Dylanem, Petem Townshendem, The Who, Supertramp, Levonem Helmem, Robbiem Robertsonem, Alanem Parsonsem a mnoha dalšími interprety.
V roce 1985 hrál Gilmour společně s Bryanem Ferrym na koncertě Live Aid.
Spolu s Jeffem Beckem a Ringo Starrem si zahrál ve videoklipu ke skladbě „Too Much to Lose“ česko-amerického hudebníka Jana Hammera.
Roku 1994 nahrál David Gilmour se Scottem Pagem (saxofonistou a doprovodným kytaristou Pink Floyd na turné 1987–1990) kytaru pro počítačovou hru Tuneland.
V roce 2009 se zúčastnil koncertu Crisis Hidden Gig na podporu bezdomovců. Tentýž rok začal spolupracovat s elektronickou skupinou The Orb, přičemž v říjnu 2010 vyšlo album (pod hlavičkou The Orb featuring David Gilmour) Metallic Spheres.

### Osobní život
David Gilmour je podruhé ženatý. Se svou první ženou, Virginií „Ginger“ Hasenbeinovou, má čtyři děti (dcery Alice, Clare, Sara a syn Matthew). V roce 1994 si Gilmour vzal Polly Samsonovou, se kterou má dva syny (Joe, Gabriel) a dceru (Romany). Zároveň adoptoval i Charlieho, syna Samsonové z prvního manželství.
David Gilmour je často spojován s charitativními organizacemi. Například v květnu 2003 prodal svůj dům v londýnské čtvrti Maida Vale za 3,6 milionů liber, které věnoval organizaci Crises na financování domu pro bezdomovce.
Kromě hudby se Gilmour věnuje také létání, je zkušeným pilotem. Jím založená společnost Intrepid Aviation vlastní kolekci historických letadel.
Dne 22. května 2008 získal cenu Ivor Novello za celoživotní zásluhy v hudbě. Později obdržel i cenu Q Awards, kterou věnoval zesnulému Ricku Wrightovi.
Gilmour se popisuje jako socialista. V roce 2017 podpořil předsedu labouristické strany Jeremyho Corbyna ve volbách. Také zveřejnil: "Volím labouristy, protože věřím v sociální rovnost."[nenalezeno v uvedeném zdroji]

## Používané nástroje
Ačkoliv je David Gilmour známý jako kytarista, ve skutečnosti je multiinstrumentalistou. Kromě kytary umí hrát i na baskytaru (v několika skladbách Pink Floyd), klávesy, banjo, harmoniku, bicí (např. v Barrettově písni „Dominoes“) a v současnosti i na saxofon.
Během své kariéry u Pink Floyd hrál Gilmour především na kytary Fender Stratocaster, avšak jedno z jeho nejznámějších sól (v „Another Brick in the Wall Part 2“) je zahráno na kytaru Gibson Les Paul. Další jeho sólo, část „Comfortably Numb“, bylo v mnoha hlasování posluchačů i kritiků zvoleno jako nejlepší rockové kytarové sólo všech dob.

## Diskografie

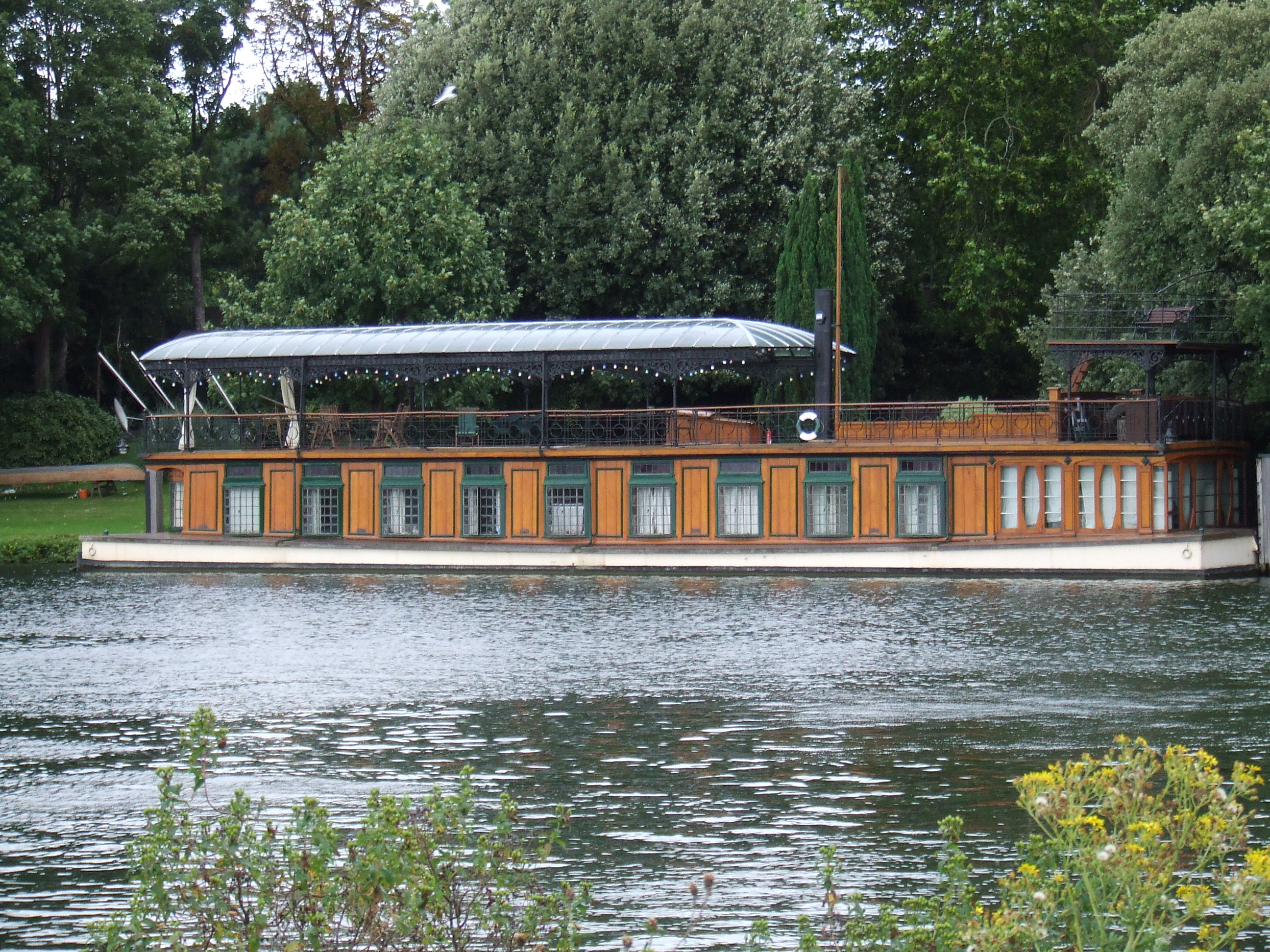
Hausbót Astoria – Gilmourovo nahrávací studio

### Sólová alba

#### Studiová alba
- David Gilmour (1978)
- About Face (1984)
- On an Island (2006)
- Metallic Spheres (2010, s The Orb)
- Rattle That Lock (2015)
- Luck and Strange (2024)

#### Živá alba
- Live in Gdańsk (2008, též jako film)
- Live in Pompeii (2017, též jako film)

#### Singly
- 1979 – „There's No Way Out of Here“
- 1984 – „Blue Light“
- 1984 – „Love on the Air“
- 2006 – „On an Island“
- 2006 – „Smile“
- 2006 – „Arnold Layne“
- 2015 – „Rattle That Lock“
- 2015 – „Today“
- 2017 – „Rattle That Lock (Live)“
- 2017 – „One of These Days (Live)“
- 2017 – „Run Like Hell (Live)“
- 2020 – „Yes, I Have Ghosts“
- 2024 – „The Piper's Call“

#### Videozáznamy
- 1984 – David Gilmour Live 1984 (koncert 1984)
- 2002 – David Gilmour in Concert (koncert 2001)
- 2007 – Remember That Night (koncert 2006)
- 2008 – Live in Gdańsk (koncert 2006, též jako CD)
- 2017 – Live in Pompeii (koncert 2016, též jako CD)

### S Pink Floyd
- viz diskografie Pink Floyd od roku 1968